# Roger Pruvost
Roger Pruvost, né le 22 septembre 1896 à Rouen où il est mort le 25 juin 1962, est un architecte français.

## Biographie
Roger Pruvost naît à Rouen, au no 8 rue Eau-de-Robec le 22 septembre 1896, fils de Louis Alexandre Augustin, employé de commerce, et de Blanche Hilda Charlotte Renée Camus.
Lors de la Première Guerre mondiale, il est mobilisé du 11 avril 1915 au 15 avril 1919 et deviendra caporal du 4e RI Coloniale le 1er août 1916.
À son retour de la guerre, il participe au concours de monument aux morts pour la ville de Rouen et reçoit le 2e prix.
Il se marie le 19 novembre 1927 à Paris 2e avec Irène Marie Piard. En 1935, il présente un projet de reconstruction de l'église Saint-Nicaise qui obtient le 3e prix.
Il est membre de la Société des Amis de Flaubert et de Maupassant. Il est secrétaire de la Société des artistes rouennais en 1936 et président en 1947. Il côtoie de ce fait Fernand Guey, directeur du musée des Beaux-Arts. Il est professeur à l'école des beaux-arts de Rouen.
Il est déclaré vivre sur sa fiche matricule le 16 avril 1919 au no 17 route de Darnétal à Rouen, le 2 juin 1921 rue Grainville à Sotteville-lès-Rouen, le 13 mai 1925 au no 8 rue Beauvoisine à Rouen et le 28 mars 1931 au no 15 rue de la Seille à Rouen.
Il est mobilisé en 1939-1940.
Il meurt à Rouen le 25 juin 1962.

## Distinctions
- Officier d'académie

## Principales réalisations

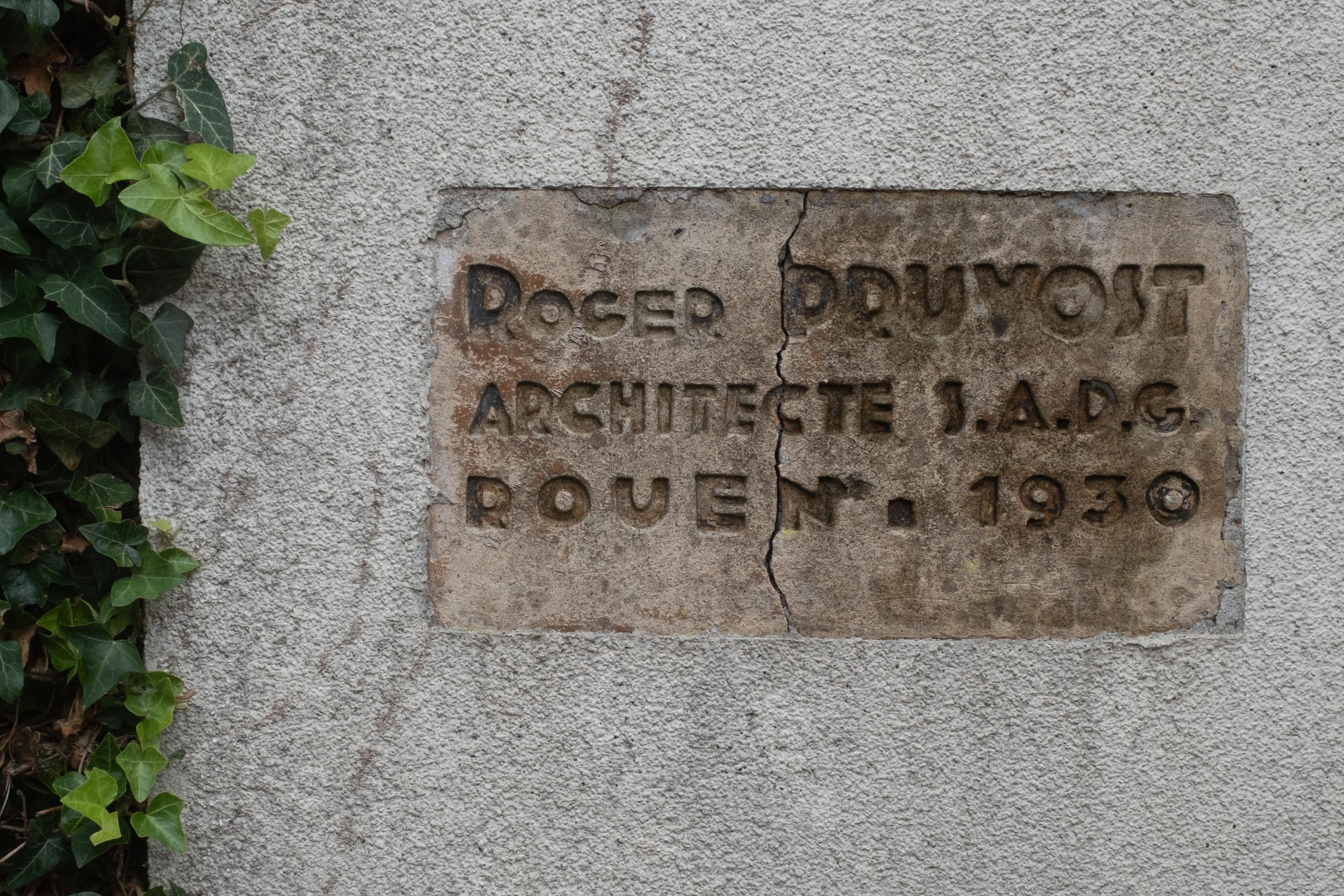
Épigraphe de Roger Pruvost.

- Pâtisserie Meier, 119 rue Jeanne-d'Arc à Rouen - 1930 (détruite)
- Villa, 2 passage Lambard à Mont-Saint-Aignan - 1930[2]
- Hôtel de ville de La Bouille - 1933[3], de style néo-normand, conçu comme mairie-école[4].
- Hôtellerie populaire de l'Armée du Salut, 171 rue des Charrettes à Rouen - 1936[5]
- Pavillons provisoires pour les sinistrés, place du Boulingrin et boulevard de l'Yser à Rouen - 1944[6]
- Îlot 6 du centre ville de Rouen - 1950
- Résidence Groupe Normandie[7], rue Pierre-Chirol (Rouen) - 1950
- Groupe scolaire[8] à Yainville - c. 1950
- Immeubles des 15[9], 27[10] et 41[11] rue des Docks (Rouen) - ca 1955 (en collaboration)
- Palais des Consuls, quai de la Bourse (Rouen) - 1952-1956 avec Pierre Chirol, François Herr et Robert Flavigny
- Immeubles en briques rouges des 11-13[12] (F. Arago B) et 15[13] (F. Arago A, R+11) rue de l'Abbé-Lemire (Rouen) - 1956 (avec Pierre Nicollau)
- Groupe scolaire[14] à Auzouville-sur-Ry - 1956